# Catalina de Valois-Courtenay
Catalina de Valois (1303-1346), emperatriz titular de Constantinopla desde 1308 hasta su muerte, princesa regente de Acaya desde 1332 a 1341, y gobernadora de Cefalonia de 1341 hasta su muerte.

## Biografía
Nació como la segunda hija y primera mujer del matrimonio formado por Carlos de Francia, conde de Valois y su segunda esposa, la Titular del Imperio Latino de Constantinopla, Catalina de Courtenay. Entre sus numerosos medios-hermanos figuran el rey de Francia, Felipe VI, el conde Carlos II de Alençon, Isabel, duquesa de Borbón y Blanca, quien fue esposa del emperador Carlos IV.
A pesar del título que poseía tras la muerte de su madre, la ciudad había sido conquistada en 1261 por el Imperio de Nicea. Desde el deceso de su madre, su padre, Carlos de Valois, se encargó de reclamar los títulos de su hija.
En 1313 contrajo matrimonio con Felipe I de Tarento, Rey de Albania y príncipe de Tarento, el cual es asociado a los derechos al trono imperial, y retiene el título hasta su muerte acaecida en 1332. Muerto este, el mayor de los hijos del matrimonio, Roberto de Tarento, heredó Tarento sumado al año siguiente a Acaya. La edad de Roberto (tenía 13 años) elevó a su madre a la regencia, por lo que Catalina de Valois sería regente de estas tierras el resto de sus días.
En 1339, ella y su hijo llegaron a Acaya, tomando inmediatamente parte esencial en el gobierno de esta zona en constante conflicto. Catalina dio refugio a Nicéforo II Orsini, regente del Épiro y le concedió todo el apoyo que pudo en su guerra contra Andrónico II Paleólogo, enemigo de la dinastía Courtenay, a quienes había despojado de Constantinopla. En 1341 su hijo fue declarado mayor de edad, por lo que se alejó de la regencia, a pesar de mantener el título hasta su muerte. En su retiro su hijo la nombró gobernadora de Cefalonia, cargo que ejercería los cinco años que le restaban de vida.
Catalina de Valois y su esposo tuvieron cinco hijos:
- Roberto de Tarento (1319-1364), Príncipe de Tarento y Acaya, y Emperador Titular de Constantinopla (como Roberto II).
- Luis de Tarento (1320-1362), Príncipe de Tarento y Rey de Nápoles por su esposa Juana I
- Margarita (1325-1380), casada con el Rey de Escocia Eduardo Balliol y más tarde con Francisco de Baux, Duque de Andria. De ella desciende la Casa de Baux que reclama el trono imperial, extintos los Anjou-Tarento.
- María (1327)
- Felipe II de Tarento (1329-1374), rey de Albania, príncipe de Tarento y Acaya, y emperador titular de Constantinopla.

| Predecesor: Catalina de Courtenay | Emperatriz Latina de Constantinopla 1308-1346 | Sucesor: Roberto de Tarento |

- Datos: Q260269
- Multimedia: Catherine of Valois (1346) / Q260269